# Alpersit
Alpersit ist ein sehr selten vorkommendes Mineral aus der Mineralklasse der „Sulfate (und Verwandte, siehe Klassifikation)“ mit der idealisierten chemischen Zusammensetzung Mg(SO4)·7H2O und ist damit chemisch gesehen ein wasserhaltiges Magnesiumsulfat. Da bei natürlich vorkommenden Alpersiten oft ein Teil des Magnesiums durch Kupfer ersetzt (substituiert) ist, wird die Formel in verschiedenen Quellen auch mit (Mg,Cu)[SO4]·7H2O angegeben. Die in den runden Klammern angegebenen Elemente können sich in der Formel jeweils gegenseitig vertreten, stehen jedoch immer im selben Mengenverhältnis zu den anderen Bestandteilen des Minerals.
Alpersit kristallisiert im monoklinen Kristallsystem und entwickelt isometrische, idiomorphe Kristalle bis etwa 0,3 mm Größe von türkisblauer bis grünlichblauer Farbe mit glasähnlichem Glanz auf den Oberflächen. Auf der Strichtafel hinterlässt Alpersit einen weißen Strich. Die meist zu Mineral-Aggregaten verwachsenen Kristalle finden sich in Form von Ausblühungen und Kristallrasen auf anderen Mineralen. Ebenfalls beobachtet wurde in Alpersit eingewachsener, nadeliger Pickeringit.

## Etymologie und Geschichte
Erstmals entdeckt wurde Alpersit in der Big Mike Mine an der Südseite des Panther Canyon im Pershing County des US-Bundesstaates Nevada. Die Sulfid-Lagerstätte vulkanischen Ursprungs wurde bis in die 1970er Jahre vorwiegend auf Kupfererze wie Bornit, Chalkopyrit und Digenit in der Sulfidzone sowie Tenorit und Cuprit in der Oxidationszone abgebaut wurde.
Die Analyse und Erstbeschreibung des Minerals erfolgte durch Ronald C. Peterson, Jane M. Hammarstrom und Robert R. Seal II, die es nach dem Geochemiker des United States Geological Survey Charles N. Alpers benannten, um seine Beiträge zum Verständnis der mineralogischen Kontrollen der Grubenwassergeochemie zu ehren. Die Untersuchungsergebnisse und der gewählte Name wurden der International Mineralogical Association (IMA) 2003 zur Prüfung eingereicht (Interne Eingangs-Nr. der IMA: 2003-040), die den Alpersit als neue, eigenständige Mineralart anerkannte. Die Publikation der Mineralbeschreibung folgte 2006 im Wissenschaftsmagazin American Mineralogist.
Das Holotyp-Material wird im Canadian Museum of Nature (Probennummer CNMNC 83921) in einem versiegelten Behälter aufbewahrt, um Austrocknung zu vermeiden.

## Klassifikation
Da der Alpersit erst 2003 als eigenständiges Mineral anerkannt wurde, ist er in der seit 1977 veralteten 8. Auflage der Mineralsystematik nach Strunz noch nicht verzeichnet.
Im zuletzt 2018 überarbeiteten und aktualisierten Lapis-Mineralienverzeichnis nach Stefan Weiß, das sich aus Rücksicht auf private Sammler und institutionelle Sammlungen noch nach dieser alten Form der Systematik von Karl Hugo Strunz richtet, erhielt das Mineral die System- und Mineral-Nr. VI/C.06-005. In der „Lapis-Systematik“ entspricht dies der Klasse der „Sulfate, Chromate, Molybdate und Wolframate“ und dort der Abteilung „Wasserhaltige Sulfate, ohne fremde Anionen“, wo Alpersit zusammen mit Bieberit, Boothit, Mallardit, Melanterit und Zinkmelanterit die „Melanteritgruppe“ mit der System-Nr. VI/C.06 bildet.
Die von der IMA zuletzt 2009 aktualisierte 9. Auflage der Strunz’schen Mineralsystematik ordnet den Alpersit ebenfalls in die Abteilung der „Sulfate (Selenate usw.) ohne zusätzliche Anionen, mit H2O“ ein. Diese ist allerdings weiter unterteilt nach der relativen Größe der beteiligten Kationen, so dass das Mineral entsprechend seiner Zusammensetzung in der Unterabteilung „Mit ausschließlich mittelgroßen Kationen“ zu finden ist, wo es ebenfalls zusammen mit Bieberit, Boothit, Mallardit, Melanterit und Zinkmelanterit die „Melanteritgruppe“ mit der System-Nr. 7.CB.35 bildet.
Auch die vorwiegend im englischen Sprachraum gebräuchliche Systematik der Minerale nach Dana ordnet den Alpersit in die Klasse der „Sulfate, Chromate und Molybdate“ und dort in die Abteilung der „Wasserhaltige Säuren und Sulfate“ ein. Hier ist er ebenfalls in der „Melanteritgruppe (Heptahydrate, monoklin: P21/c)“ mit der System-Nr. 29.06.10 innerhalb der Unterabteilung „Wasserhaltige Säuren und Sulfate mit AXO4 × x(H2O)“ zu finden.

## Chemismus
Die durchschnittliche, empirische Zusammensetzung Mg0,58Cu0,37Zn0,02Mn0,02Fe0,01SO4·7H2O wurde anhand von vier Proben aus der Typlokalität Big Mike Mine ermittelt und enthält neben den in der idealisierten Formel (Mg,Cu)[SO4]·7H2O zusätzlich geringe Beimengungen von Zink (Zn), Mangan (Mn) und Eisen (Fe). Die ebenfalls vorhandenen geringen Beimengungen von Aluminium (Al) wird auf eine Kontamination der Proben aufgrund der engen Verbindung von Alunogen und Pickeringit zurückgeführt.

## Kristallstruktur
Alpersit kristallisiert isostrukturell mit Melanterit im monoklinen Kristallsystem in der Raumgruppe P21/c (Raumgruppen-Nr. 14) mit den Gitterparametern a = 14,166(4) Å; b = 6,534(2) Å; c = 10,838(3) Å und β = 105,922(6)° sowie 4 Formeleinheiten pro Elementarzelle.

## Bildung und Fundorte
Alpersit bildet sich aus sauren Grubenwässern in geschützten Gebieten bei einer relativen Luftfeuchtigkeit von 65 % und einer Temperatur von 4 °C. An seiner Typlokalität, der seit den 1970er Jahren stillgelegten Big Mike Mine, wurde der dort vorgefundene blaue Alpersit von einer hellblauen bis weißen und gelblichen Schicht überlagert, die vorwiegend aus Pickeringit, Alunogen, Epsomit und Halotrichit besteht.
Als sehr seltene Mineralbildung ist Alpersit bisher (Stand 2018) nur in wenigen Proben aus weniger als 10 Fundorten bekannt. Seine Typlokalität Big Mike Mine in Nevada ist dabei der bisher einzige bekannte Fundort in den Vereinigten Staaten. Innerhalb von Europa wurde das Mineral nur in Österreich, genauer im Bergbau Bärndorfergraben (Prenterwinkelgraben) bei Bärndorf (Gemeinde Rottenmann) in der Steiermark entdeckt.
Weitere bekannte Fundorte sind die Sherritt Gordon Mine bei Sherridon in der kanadischen Provinz Manitoba, die Malanjkhand Mine bei Padritola im indischen Bundesstaat Madhya Pradesh, das Outwash-Becken an den Vulkanen Cerro Negro und Momotombo im Departamento León von Nicaragua sowie die Peña de Hierro Mine bei Nerva (Huelva) in der spanischen Region Andalusien.